# 恩斯特霍芬
恩斯特霍芬是奥地利下奥地利州阿姆施泰滕县的一个市镇。总面积17.7平方公里，总人口2177人，人口密度123.0人/平方公里（2005年）。